# Union économique et monétaire ouest-africaine
Pour les articles homonymes, voir Union économique et monétaire.
Ne doit pas être confondu avec Communauté économique des États de l'Afrique de l'Ouest.
Institutions
L’Union économique et monétaire ouest-africaine (UEMOA) est une organisation ouest-africaine créée le 10 janvier 1994 qui a comme mission la réalisation de l'intégration économique des États membres, à travers le renforcement de la compétitivité des activités économiques dans le cadre d'un marché ouvert et concurrentiel et d'un environnement juridique rationalisé et harmonisé.

## Histoire
Le 12 mai 1962, les Etats fondateurs de la BCEAO signent le traité créant l’Union Monétaire Ouest-Africaine (UMOA). Le traité de l’UMOA entrera en vigueur le 1er novembre 1962. Le 10 janvier 1994  à Dakar (Sénégal)  l'UEMOAest créée pour compléter l'UMOA  sans toutefois la remplacer et son siège est à Ouagadougou (Burkina Faso) avec la signature d'un accord par les chefs d'État et de gouvernement de 7 pays de la région, le Bénin, Burkina Faso, Côte d'Ivoire, Mali, Niger, Sénégal, Togo. LA Guinée-Bissau est devenue le 8ème État membre le 2 mai 1997. L'organisation a commencé ses activités en janvier 1995. Elle a été fondée en réponse à la dévaluation du franc CFA le 11 janvier 1994. En signant le traité de l'UEMOA, les 7 États membres originels ont exprimé leur intention de créer l'Union Monétaire Ouest Africaine (UMOA), qui existait entre eux depuis 12 mai 1962. pour achever une union économique et monétaire. A cet égard, l'UEMOA complète et complète l'œuvre de l'UMOA et remplace l'UDEAO (Union douanière économique des Etats de l'Afrique de l'Ouest), fondée le 9 juin 1959 et après l'entrée en vigueur du Traité de Abidjan le 1er janvier 1974 sous le nom de CDEAO (Communauté économique de l'Afrique de l'Ouest) avait été réorganisée.
En 2000, le tarif extérieur commun de l'UEMOA est mis en place.
Lors du sommet de Niamey, le 30 mars 2005, Mamadou Tandja est reconduit à la présidence de l'UEMOA pour un mandat d'un an.
Le 20 février 2010, le président malien Amadou Toumani Touré est reconduit à la présidence de l'UEMOA lors de la 14e session des chefs d'État et de gouvernement qui s'est tenue au Centre international des conférences à Bamako en présence des présidents de six pays membres : Thomas Yayi Boni du Bénin, Blaise Compaoré du Burkina Faso, Malam Bacai Sanhá de la Guinée-Bissau, Amadou Toumani Touré du Mali, Abdoulaye Wade du Sénégal, et Faure Gnassingbé du Togo. En raison de la crise en Côte d'Ivoire, le président Laurent Gbagbo était absent. Le président nigerien Mamadou Tandja a été destitué par un coup d'État le 18 février 2010,.
En 2010, l'UEMOA crée la Caisse régionale de refinancement hypothécaire. Cette caisse se charge de donner des ressources aux banques sous forme d'obligations. En échange des liquidités, les banques accordent plus facilement des prêts à l'habitat. Grâce à ces liquidités, les taux des crédits immobiliers sont moins élevés favorisant l'accès à la propriété.
Lors de la 19e conférence ordinaire des chefs d'État et de gouvernement de l'UEMOA qui s'est tenue le 8 janvier 2016 à Cotonou (Bénin), le président de la Côte d'Ivoire Alassane Ouattara a été élu à la présidence de l'Union.
Abdallah Boureima, ancien ministre nigérien de l'Économie et des Finances, est élu à l'unanimité président de la Commission de l'UEMOA le 10 avril 2017. Il remplace à ce poste l'ancien premier ministre du Sénégal Cheikh Hadjibou Soumaré. Il souhaite continuer les efforts de son prédécesseur sur le développement et la lutte contre la pauvreté.
Le 7 novembre 2019, le  président du Bénin Patrice Talon a annoncé, le « retrait des réserves de change du franc CFA » qui se trouvent en France. « Nous sommes tous d’accord là-dessus, à l'unanimité, pour mettre fin à ce modèle », a déclaré le président Talon dans une interview à Radio France internationale (RFI) et à la chaîne de télé France 24, assurant qu'il constitue avant tout un « problème psychologique » et non « technique ». « La Banque centrale des pays d’Afrique de l'UMOA va gérer la totalité de ces réserves de devises et va les répartir auprès des diverses banques centrales partenaires dans le monde», a assuré le chef de l'État béninois, déclarant que cela se ferait « très rapidement».
Le 3 décembre 2019, sur RFI, le président ivoirien Alassane Ouattara a défendu le franc CFA dans son fonctionnement actuel, c'est-à-dire une monnaie attachée à l’euro : « Le fait que nous sommes arrimés à l'euro, si nous empruntons des euros, le moment de les rembourser dans cinq ou dix ans, le taux est fixe. Il n'y a pas de problème. Donc, c'est le même taux auquel nous remboursons. Et si nous avions une monnaie, les gens parlent de monnaie flexible, c'est très bien pour certains pays. Mais nous, nous avons une parité fixe. Je suis désolé de le dire, je suis ancien gouverneur de la Banque centrale et peut-être que je ne suis pas objectif. Si les pays de l'UEMOA n'ont pas tellement de problèmes de dettes, c'est grâce à cette parité fixe».
Le 21 décembre 2019, dans une conférence de presse tenue en commun avec son homologue Emmanuel Macron, Alassane Ouattara annonce l'hypothèse du remplacement du franc CFA par une nouvelle monnaie baptisée "eco" : « Ce samedi 21 décembre 2019 est un jour historique [...] Par un accord avec les autres chefs d'État de l'UEMOA, nous avons décidé de faire une réforme du franc CFA avec les trois changements majeurs suivants : tout d'abord, le changement du nom de la monnaie du franc CFA à l'éco. Deuxièmement l'arrêt de la centralisation de 50 % de nos réserves de change au Trésor et la fermeture du compte d'opération. Troisièmement le retrait des  représentants de la France de tous les organes de décision et de gestion de l'UEMOA.». Il est prévu que sa mise en place s'effectue pour le 1er juillet 2020,.
Les chefs d'État des quinze pays de la région ont par ailleurs adopté le symbole de l'eco – « EC » – ainsi que le nom de la future Banque centrale de la CEDEAO, la « Banque centrale de l’Afrique de l’Ouest ». Aucun calendrier précis n’a toutefois été annoncé officiellement.
Fin février 2020, l'agence de notation américaine Standard & Poor's réalise une étude sur la concrétisation du projet de sortie du franc CFA, et se dit rassurée par le fait que l'eco reste arrimé à l'Euro et que la France continue à garantir sa convertibilité. Le lancement de la nouvelle monnaie n'auraient donc pas d'effets immédiats, et une dévaluation n'est à ce jour par prévue. L'étude rappelle de même que « les États membres de l'UEMOA ne seront plus tenus de conserver la moitié de leurs réserves de change sur un compte d'opération au Trésor français. Autrement dit, la banque centrale régionale, la BCEAO, pourra gérer ses réserves de changes comme elle le jugera approprié ».
Le 20 mai 2020, l'adoption d'un projet de loi qui sera soumis à l'Assemblée nationale et au Sénat français  qui entérine le franc CFA par le Conseil des ministres français, le 20 mai 2020. La banque centrale des États de l'Afrique de l'Ouest (BCEAO) ne sera plus obligée de déposer la moitié de ses réserves de change auprès du Trésor Public français.
Le 10 décembre 2020, la France ratifie la loi portant sur la réforme du franc CFA de l'UEMOA apportant d'importants changements.
La nouvelle monnaie unique ouest-africaine (Eco). la cédéao espère une mise en place, pour 2027.
En mars 2022, Patrice Talon est désigné le nouveau président en exercice de l'UEMOA au terme d'un double sommet CEDEAO-UEMOA.
En février 2024, les gouvernements militaires du Mali, du Niger et du Burkina Faso, déjà désireux de quitter la CEDEAO, annoncent vouloir quitter l'UEMOA et abandonner le Franc CFA afin de développer une monnaie commune à ces trois pays.
Réunis pour le moment, dans une autre confédération sans espace monétaire, les trois pays de la confédération des états du Sahel, n'ont pas manifesté leur intention de rompre leurs liens avec l'UEMOA. Quitter l'UEMOA est donc une décision beaucoup plus complexe. Les pays membres de l'union partagent une monnaie unique, le franc CFA, qui repose sur une garantie de convertibilité du Trésor français. Si un pays quitte l'UEMOA, il devra récupérer ses réserves de change, actuellement réparties entre la Banque centrale de l'UEMOA à Abidjan (50%) et le Trésor français (50%).
L'UEMOA dispose de 32 comptes d’opérations à l’international, répartis dans dix pays et huit devises différentes, dont un à la Réserve fédérale des États-Unis.

## Pays membres
L'UEMOA est composée de huit États membres :
- Bénin
- Burkina Faso
- Côte d'Ivoire
- Guinée-Bissau (depuis le 2 mai 1997)
- Mali
- Niger
- Sénégal
- Togo

## Économie
| Pays          | Superficie (km ²) | Population (en milliers) | PIB (en millions de $) | PIB (PPA) (en millions de $) | PIB (PPA) par habitant ($ internationaux courants) |
| ------------- | ----------------- | ------------------------ | ---------------------- | ---------------------------- | -------------------------------------------------- |
| Bénin         | +0 000114 763,    | +00 00011 176,           | +000 0009 247,         | +00 00025 441,               | +000 0002 276,                                     |
| Burkina Faso  | +0 000272 967,    | +00 00019 193,           | +00 00012 323,         | +00 00035 818,               | +000 0001 866,                                     |
| Côte d'Ivoire | +0 000322 462,    | +00 00024 295,           | 49,400                 | 115500                       | +000 0004 380,                                     |
| Guinée-Bissau | +00 00036 125,    | +000 0001 861,           | +000 0001 347,         | +000 0003 171,               | +000 0001 704,                                     |
| Mali          | +0001 240 192,    | +00 00018 542,           | +00 00015 334,         | +00 00041 130,               | +000 0002 218,                                     |
| Niger         | +0001 267 000,    | +00 00021 477,           | +000 0008 120,         | +00 00021 880,               | +000 0001 019,                                     |
| Sénégal       | +0 000196 712,    | +00 00015 851,           | +00 00021 070,         | +00 00054 804,               | +000 0003 457,                                     |
| Togo          | +00 00056 785,    | +000 0007 798,           | +000 0004 758,         | +00 00012 971,               | +000 0001 663,                                     |
| Total (2017)  | +0003 507 006,    | +0 000120 193,           | 121450                 | 295041                       | +000 0002 422,                                     |

## Institutions et organes de l'UEMOA

### Président de la Conférence des Chefs d’État et de Gouvernement
- 2001-2003 : Abdoulaye Wade  Sénégal du 19 décembre 2001 au 29 janvier 2003 [29]
- 2003-2007 : Mamadou Tandja  Niger du 29 janvier 2003 au 20 janvier 2007 [30]
- 2007-2009 : Blaise Compaoré  Burkina Faso du 20 janvier 2007 au 17 mars 2009 [31]
- 2009-2011 : Amadou Toumani Touré  Mali du 17 mars 2009 au 22 janvier 2011 [32]
- 2011-2013 : Faure Essozimna Gnassingbé  Togo du 22 janvier 2011 au 24 octobre 2013 [33]
- 2013-2016 : Thomas Boni Yayi  Bénin du 24 octobre 2013 au 24 janvier 2016 [34]
- 2016-2021 : Alassane Ouattara  Côte d'Ivoire du 8 janvier 2016 au 25 mars 2021 [35]
- 2021-2022 : Roch Marc Christian Kaboré  Burkina Faso du 25 mars 2021 au 24 janvier 2022[36]
- 2022-en exercice : Patrice Talon  Bénin à partir du 27 mars 2022[37]

### Président de la Commission de l'UEMOA
| Pays | Image | Nom                     | Début du mandat  | Fin du mandat    | Durée du mandat           |
| ---- | ----- | ----------------------- | ---------------- | ---------------- | ------------------------- |
|      |       | Moussa Touré            | 1996             | 10 janvier 2004  | 8 ans                     |
|      |       | Soumaïla Cissé          | 10 janvier 2004  | 16 novembre 2011 | 7 ans, 10 mois et 6 jours |
|      |       | Cheikh Hadjibou Soumaré | 16 novembre 2011 | 10 avril 2017    | 5 ans, 4 mois et 25 jours |
|      |       | Abdallah Boureima (de)  | 10 avril 2017    | 15 avril 2021    | 4 ans et 5 jours          |
|      |       | Abdoulaye Diop          | 15 avril 2021    | En cours         | 4 ans, 4 mois et 5 jours  |

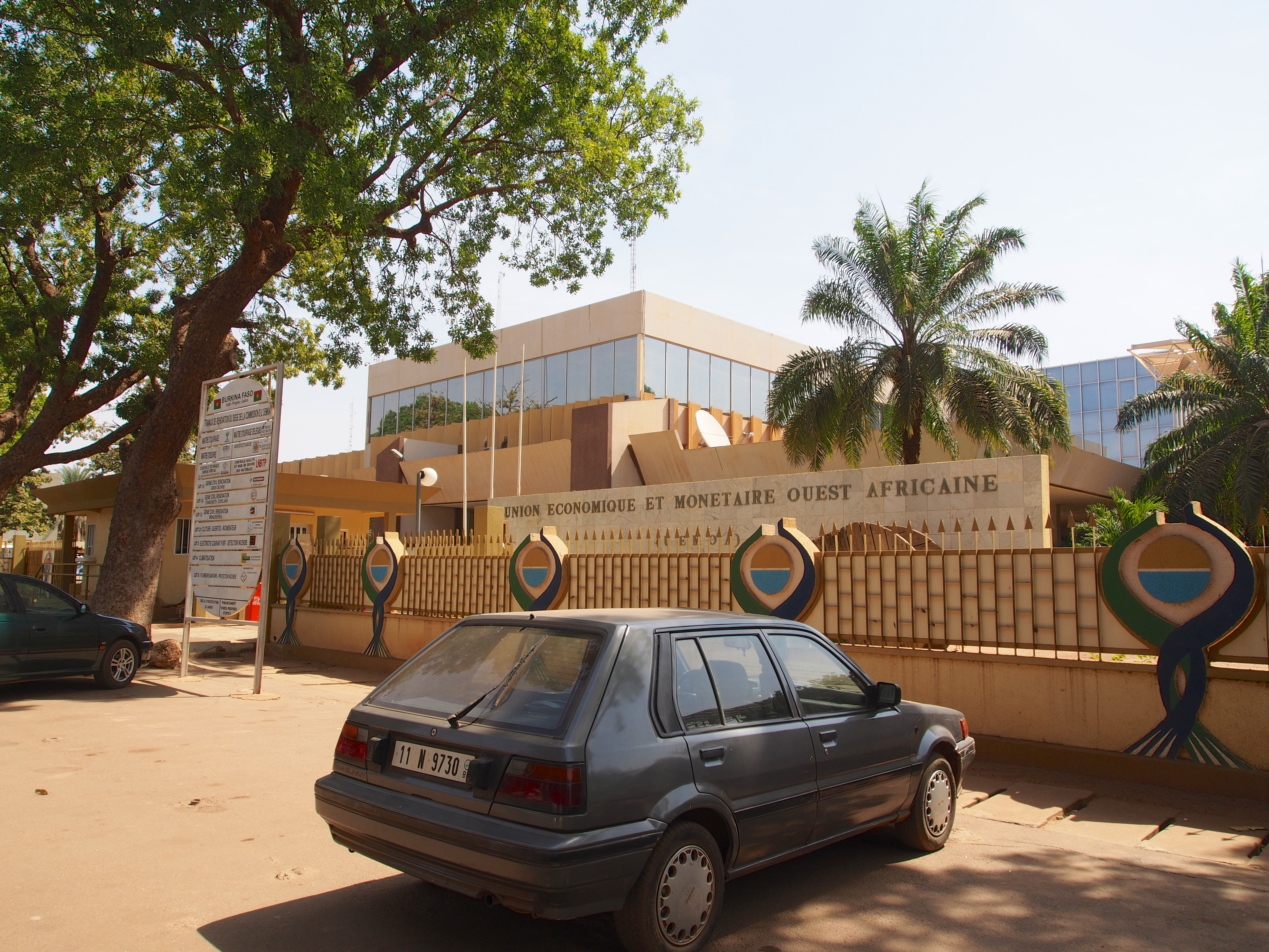
Le siège de l'UEMOA à Ouagadougou.
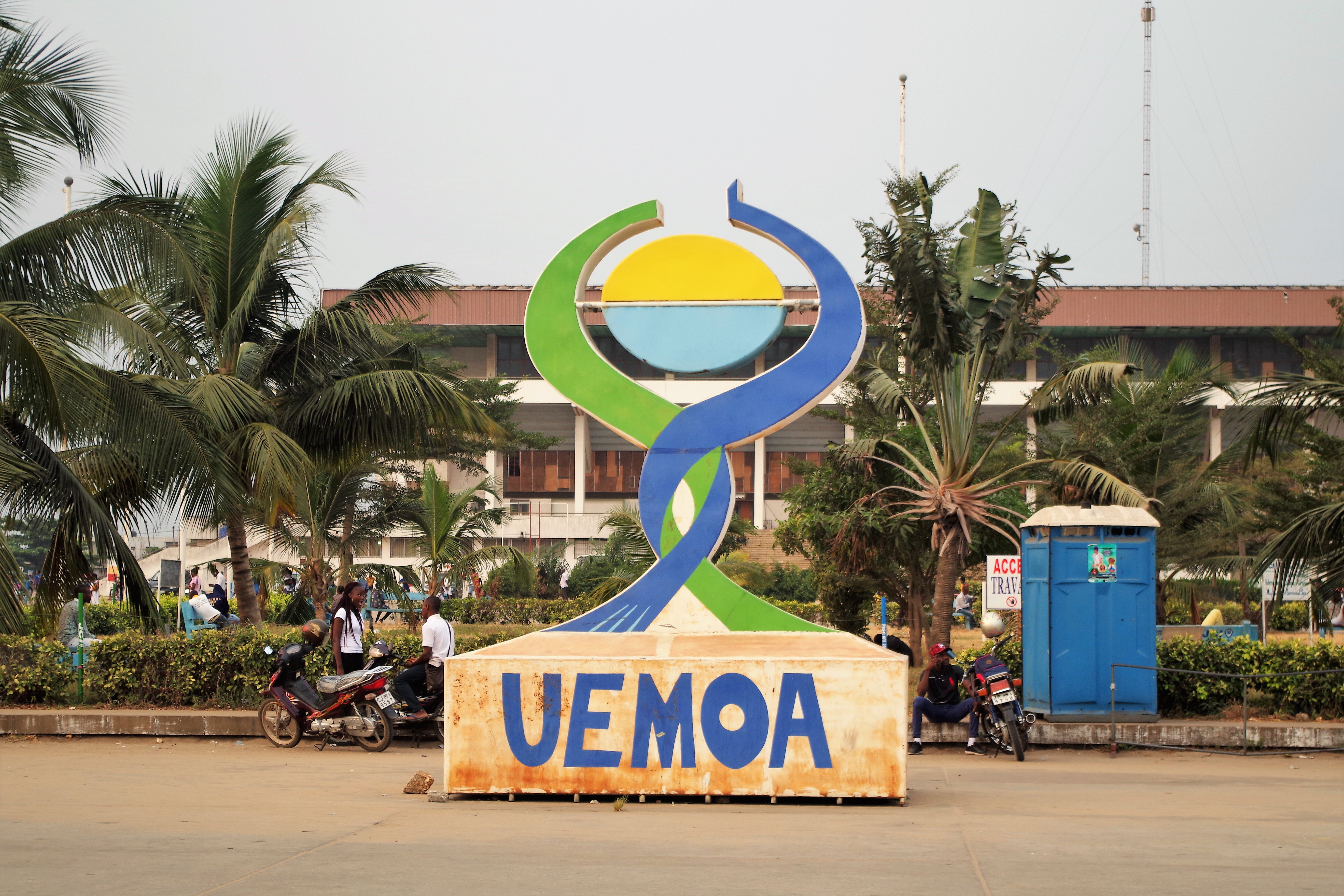
Vue de face du logo ou enseigne physique de l'UEMOA réalisé en fer pour les manifestations régionales déposé au stade Général Mathieu KéréKou à Cotonou au Bénin.